# Regionalwahlkreis Weinviertel
Der Regionalwahlkreis Weinviertel (Wahlkreis 3A) ist ein Regionalwahlkreis in Österreich, der bei Wahlen zum Nationalrat für die Vergabe der Mandate im ersten Ermittlungsverfahren gebildet wird. Der Wahlkreis umschließt die politischen Bezirke Hollabrunn, Korneuburg sowie Mistelbach und umfasst damit einen großen Teil der gleichnamigen Region Weinviertel.
Bei der Nationalratswahl 2019 waren im Regionalwahlkreis Weinviertel 172.337 Personen wahlberechtigt, wobei bei der Wahl die Österreichische Volkspartei (ÖVP) mit 46,3 % als stärkste Partei hervorging. Von den fünf zu vergebenden Grundmandaten entfielen 2019 zwei auf die ÖVP; andere Parteien konnten keine Grundmandate erringen.

## Geschichte
Nach dem Ende des Staates Österreich-Ungarn wurde für das Gebiet von Niederösterreich mit der Wahlordnung 1918 für die Wahl der konstituierenden Nationalversammlung mehrere Wahlkreise geschaffen, wobei das Gebiet des heutigen Wahlkreises Weinviertel im Wesentlichen dem des neu geschaffenen Wahlkreises Viertel unterm Manhartsberg entsprach. Nachdem die Wahlordnung von 1923 von der austrofaschistischen Regierung 1934 außer Kraft gesetzt worden war, wurde die ursprüngliche Einteilung der Wahlkreise nach dem Zweiten Weltkrieg mit dem Verfassungsgesetz vom 19. Oktober 1945 weitgehend wieder eingeführt. In der Folge war der Wahlkreis Viertel unterm Manhartsberg mehrmals von Gebietsverschiebungen betroffen, bis durch die Nationalrats-Wahlordnung 1971 eine tiefgreifende Wahlkreisreform erfolgte. Durch die Nationalrats-Wahlordnung 1971 wurde Anzahl der Wahlkreise in Österreich auf nur noch neun reduziert. Für das Bundesland Niederösterreich bestand in der Folge nur noch ein Wahlkreis, der Wahlkreis Niederösterreich (Wahlkreis 3). Mit Inkrafttreten der Nationalrats-Wahlordnung 1992 wurde das österreichische Bundesgebiet schließlich in 43 Regionalwahlkreise unterteilt und somit ein drittes Ermittlungsverfahren eingeführt, wobei die Bezirke Gänserndorf, Hollabrunn, Korneuburg und Mistelbach zum Wahlkreis Weinviertel (Wahlkreis 3A) zusammengefasst wurden. Der Regionalwahlkreis Weinviertel erhielt in der Folge 1993 6 Mandate zugewiesen, wobei durch die Neuberechnung der Mandatsverteilung zwischen den Bundesländern im Jahr 2002 (nach den Ergebnissen der Volkszählung 2001) ein zusätzliches Mandat zu diesem Wahlkreis wanderte. Von 2002 bis 2013 waren daher sieben Mandate im Wahlkreis Weinviertel zu vergeben. Vor der Nationalratswahl 2017 wurde der Bezirk Gänserndorf in den neu geschaffenen Regionalwahlkreis Niederösterreich Ost umgegliedert. Dadurch verringerte sich die Zahl der maximal zu vergebenden Grundmandate im Wahlkreis auf fünf.
Seit der Schaffung des Wahlkreises erreichte die ÖVP bei jeder Nationalratswahl die relative Mehrheit. Zuletzt gelang es ihr bei der Nationalratswahl am 24. November 2002 mit 50,2 % sogar die absolute Mehrheit zu erreichen. Die ÖVP verlor danach bei jeder Wahl bis 2013 kontinuierlich, konnte jedoch bei den letzten beiden Nationalratswahlen den Trend umkehren. Der Wähleranteil der SPÖ, die seit der Schaffung des Wahlkreises mit Ausnahme der Wahl 2017 immer den zweiten Platz belegte, ging seit 2002 bei jeder Wahl zurück. Mit Ausnahme des Jahres 2017, als die FPÖ zweitstärkste Kraft wurde, kamen die Freiheitlichen im Wahlkreis jeweils an die dritte Stelle.

## Wahlergebnisse
| Nationalratswahlen im Regionalwahlkreis Weinviertel | Nationalratswahlen im Regionalwahlkreis Weinviertel | Nationalratswahlen im Regionalwahlkreis Weinviertel | Nationalratswahlen im Regionalwahlkreis Weinviertel | Nationalratswahlen im Regionalwahlkreis Weinviertel | Nationalratswahlen im Regionalwahlkreis Weinviertel | Nationalratswahlen im Regionalwahlkreis Weinviertel | Nationalratswahlen im Regionalwahlkreis Weinviertel | Nationalratswahlen im Regionalwahlkreis Weinviertel | Nationalratswahlen im Regionalwahlkreis Weinviertel | Nationalratswahlen im Regionalwahlkreis Weinviertel | Nationalratswahlen im Regionalwahlkreis Weinviertel |
| Wahltermin                                          | GM                                                  |                                                     | ÖVP                                                 | SPÖ                                                 | FPÖ                                                 | GRÜNE                                               | BZÖ                                                 | LIF/NEOS                                            | FRANK                                               | PILZ/JETZT                                          | Sonstige                                            |
| --------------------------------------------------- | --------------------------------------------------- | --------------------------------------------------- | --------------------------------------------------- | --------------------------------------------------- | --------------------------------------------------- | --------------------------------------------------- | --------------------------------------------------- | --------------------------------------------------- | --------------------------------------------------- | --------------------------------------------------- | --------------------------------------------------- |
| 9. Oktober 1994                                     |                                                     | Stimmenanteile (%)                                  | 37,9                                                | 32,2                                                | 18,3                                                | 5,1                                                 | -                                                   | 5,1                                                 | -                                                   | -                                                   | 1,3                                                 |
| 9. Oktober 1994                                     | 6                                                   | Grundmandate                                        | 2                                                   | 2                                                   | 1                                                   | 0                                                   | -                                                   | 0                                                   | -                                                   | -                                                   | 0                                                   |
| 17. Dezember 1995                                   |                                                     | Stimmenanteile (%)                                  | 38,4                                                | 35,9                                                | 16,6                                                | 3,3                                                 | -                                                   | 4,5                                                 | -                                                   | -                                                   | 1,3                                                 |
| 17. Dezember 1995                                   | 6                                                   | Grundmandate                                        | 2                                                   | 2                                                   | 1                                                   | 0                                                   | -                                                   | 0                                                   | -                                                   | -                                                   | 0                                                   |
| 3. Oktober 1999                                     |                                                     | Stimmenanteile (%)                                  | 36,6                                                | 31,7                                                | 22,1                                                | 5,2                                                 | -                                                   | 2,6                                                 | -                                                   | -                                                   | 1,9                                                 |
| 3. Oktober 1999                                     | 6                                                   | Grundmandate                                        | 2                                                   | 2                                                   | 1                                                   | 0                                                   | -                                                   | 0                                                   | -                                                   | -                                                   | 0                                                   |
| 24. November 2002                                   |                                                     | Stimmenanteile (%)                                  | 50,2                                                | 35,6                                                | 6,8                                                 | 6,3                                                 | -                                                   | 0,8                                                 | -                                                   | -                                                   | 0,4                                                 |
| 24. November 2002                                   | 7                                                   | Grundmandate                                        | 3                                                   | 2                                                   | 0                                                   | 0                                                   | -                                                   | 0                                                   | -                                                   | -                                                   | 0                                                   |
| 1. Oktober 2006                                     |                                                     | Stimmenanteile (%)                                  | 41,2                                                | 35,3                                                | 9,7                                                 | 7,9                                                 | 2,1                                                 | -                                                   | -                                                   | -                                                   | 3,8                                                 |
| 1. Oktober 2006                                     | 7                                                   | Grundmandate                                        | 2                                                   | 2                                                   | 0                                                   | 0                                                   | 0                                                   | -                                                   | -                                                   | -                                                   | 0                                                   |
| 28. September 2008                                  |                                                     | Stimmenanteile (%)                                  | 34,3                                                | 30,2                                                | 18,4                                                | 7,2                                                 | 5,6                                                 | 1,7                                                 | -                                                   | -                                                   | 2,6                                                 |
| 28. September 2008                                  | 7                                                   | Grundmandate                                        | 2                                                   | 2                                                   | 1                                                   | 0                                                   | 0                                                   | 0                                                   | -                                                   | -                                                   | 0                                                   |
| 29. September 2013                                  |                                                     | Stimmenanteile (%)                                  | 32,9                                                | 27,2                                                | 19,1                                                | 8,4                                                 | 2,4                                                 | 3,9                                                 | 4,5                                                 | -                                                   | 1,4                                                 |
| 29. September 2013                                  | 7                                                   | Grundmandate                                        | 2                                                   | 1                                                   | 1                                                   | 0                                                   | 0                                                   | 0                                                   | 0                                                   | -                                                   | 0                                                   |
| 15. Oktober 2017                                    |                                                     | Stimmenanteile (%)                                  | 39,7                                                | 21,8                                                | 25,1                                                | 2,7                                                 | -                                                   | 4,6                                                 | -                                                   | 4,2                                                 | 1,9                                                 |
| 15. Oktober 2017                                    | 5                                                   | Grundmandate                                        | 1                                                   | 1                                                   | 1                                                   | 0                                                   | -                                                   | 0                                                   | -                                                   | 0                                                   | 0                                                   |
| 29. September 2019                                  |                                                     | Stimmenanteile (%)                                  | 46,3                                                | 17,6                                                | 15,5                                                | 10,6                                                | -                                                   | 7,6                                                 | -                                                   | 1,6                                                 | 0,9                                                 |
| 29. September 2019                                  | 5                                                   | Grundmandate                                        | 2                                                   | 0                                                   | 0                                                   | 0                                                   | -                                                   | 0                                                   | -                                                   | 0                                                   | 0                                                   |
| 29. September 2024                                  |                                                     | Stimmenanteile (%)                                  | 33,5                                                | 17,8                                                | 27,8                                                | 6,8                                                 | -                                                   | 8,8                                                 | -                                                   | -                                                   | 5,3                                                 |
| 29. September 2024                                  | 5                                                   | Grundmandate                                        | 1                                                   | 0                                                   | 1                                                   | 0                                                   | -                                                   | 0                                                   | -                                                   | -                                                   | 0                                                   |